# Distrito electoral 05 (Nebraska)
El distrito electoral 05 (en inglés: Precinct 05) es un distrito electoral ubicado en el condado de Dawes en el estado estadounidense de Nebraska. En el Censo de 2010 tenía una población de 1539 habitantes y una densidad poblacional de 436,6 personas por km².

## Geografía
El distrito electoral 05 se encuentra ubicado en las coordenadas 42°49′6″N 103°0′22″O / 42.81833, -103.00611. Según la Oficina del Censo de los Estados Unidos, el distrito electoral 05 tiene una superficie total de 3.52 km², que corresponden a tierra firme.

## Demografía
Según el censo de 2010, había 1539 personas residiendo en el distrito electoral 05. La densidad de población era de 436,6 hab./km². De los 1539 habitantes, el distrito electoral 05 estaba compuesto por el 83.82% blancos, el 1.04% eran afroamericanos, el 8.97% eran amerindios, el 0.45% eran asiáticos, el 1.36% eran isleños del Pacífico, el 1.23% eran de otras razas y el 3.12% pertenecían a dos o más razas. Del total de la población el 3.31% eran hispanos o latinos de cualquier raza.